# Puchar Świata w Chodzie Sportowym 2010
24. Puchar Świata w Chodzie Sportowym – zawody lekkoatletyczne, które odbyły się 15 i 16 maja w meksykańskim mieście Chihuahua. Decyzję o powierzeniu miastu prawa do organizacji zawodów podjęto w listopadzie 2007 roku. Meksyk po raz drugi gościł uczestników pucharu świata w chodzie sportowym – poprzednio impreza tej rangi odbyła się w tym kraju w roku 1993.

## Rezultaty

### Mężczyźni
|                          | 1. miejsce               | Rezultat | 2. miejsce            | Rezultat | 3. miejsce                | Rezultat |
| Chód na 10 km (juniorzy) | Eider Arévalo · Kolumbia | 42:13    | Cai Zelin · Chiny     | 42:22    | Walery Filipczuk · Rosja  | 42:58    |
| Chód na 20 km            | Wang Hao                 | 1:22:35  | Chu Yafei             | 1:22:46  | Andriej Kriwow            | 1:22:54  |
| Chód na 50 km            | Matej Tóth · Słowacja    | 3:53:30  | Horacio Nava · Meksyk | 3:54:16  | Jared Tallent · Australia | 3:54:55  |

### Kobiety
|                          | 1. miejsce                   | Rezultat | 2. miejsce               | Rezultat | 3. miejsce                  | Rezultat |
| Chód na 10 km (juniorki) | Antonella Palmisano · Włochy | 47:52    | He Qin · Chiny           | 47:57    | Anna Łukjanowa · Rosja      | 48:00    |
| Chód na 20 km            | María Vasco · Hiszpania      | 1:31:55  | Vera Santos · Portugalia | 1:32:06  | Inês Henriques · Portugalia | 1:33:28  |